# Selangor FC
Le Selangor FA est un club malaisien de football basé à Shah Alam.

## Histoire
En juillet 2018, le club franchi une nouvelle étape lorsque le prince héritier de Selangor, Tengku Amir Shah, a pris la tête de la direction du club et a lancé tout un programme visant à hisser le club avec les promesses dites de restaurer la gloire du club et à préparer sa durabilité entre autres.
En 2021, l’équipe auparavant connue sous le nom de Football Association of Selangor (FAS) a été séparée de l’association, étant désormais reconnue comme un club de football professionnel, sous le nom de Selangor Football Club (SFC), tout en conservant un blason presque identique.
L’association et le club possèdent désormais chacun leur propre vision et mission, mais coopèrent en synergie pour faire progresser le niveau du football dans l’État de Selangor dans son ensemble.
L’association se concentrera principalement sur la gestion des ligues à l’échelle de l’État, le développement du football de base et la formation des officiels, tandis que le club se consacrera aux compétitions et à la pérennité du football à un niveau professionnel.

## Palmarès
- Ligue des champions de l'AFC
  - Finaliste : 1967

- Championnat de Malaisie (7)
  - Champion : 1980, 1984, 1989, 1990, 2000, 2009 et 2010

- Coupe de Malaisie (33)
  - Vainqueur : 1922, 1927, 1928, 1929, 1935, 1936, 1938, 1949, 1956, 1959, 1961, 1962, 1963, 1966, 1968, 1969, 1971, 1972, 1973, 1975, 1976, 1978, 1979, 1981, 1982, 1984, 1986, 1995, 1996, 1997, 2002, 2005 et 2015
  - Finaliste : 1921, 1924, 1924, 1930, 1932, 1933, 1937, 1939, 1948, 1957, 1965, 1980, 1983, 1991, 2008, 2016 et 2022

- Coupe de la Fédération de Malaisie (5)
  - Vainqueur : 1991, 1997, 2001, 2005 et 2009
  - Finaliste : 1990 et 2008

## Anciens joueurs
- Mokhtar Dahari
- Tony Cottee
- Chris Kiwomya
- Perica Ognjenović
- Cristian Mustacă